# Mangaiakarekiet
De mangaiakarekiet (Acrocephalus kerearako) is een zangvogel uit de familie Acrocephalidae (rietzangers).

## Verspreiding en leefgebied
Deze soort is endemisch op de Cookeilanden en telt twee ondersoorten:
- A. k. kerearako: Mangaia.
- A. k. kaoko: Mitiaro.

## Status
De grootte van de populatie is niet gekwantificeerd maar de soort wordt omschreven als algemeen op beide eilanden. Op de Rode lijst van de IUCN heeft deze soort de status niet bedreigd.